# 柯爾提·漢尼格
柯爾提·漢尼格（英語：Curt Hennig，1958年3月28日—2003年2月10日），本名柯爾提斯·麥可·漢尼格（英語：Curtis Michael Hennig），是美國已故職業摔角選手及選手經紀人，並使用本名於美國摔角協會、世界摔角聯盟、世界冠軍摔角及永不停止摔角登場。

## 冠軍及成就

### 職業摔角畫報
- PWI年度最佳進步摔角手（1987年）[4]
- PWI 500-第9名（1993年）[5]
- PWI Years（個人）-第55名（2003年）[6]
- PWI Years（團隊）-第98名（2003年）[7]

### 世界冠軍摔角
- WCW美國重量級冠軍（一次）[1][8]
- WCW世界雙打冠軍（一次）[9]

### 世界摔角聯盟/世界摔角娛樂
- WWF洲際冠軍（兩次）[1][10]
- 世界摔角娛樂名人堂（2007年） [1][3]